# Polski Świętów
Polski Świętów (daw. Świetów, niem. Polnisch Wette, Alt-Wette) – wieś w Polsce, położona w województwie opolskim, w powiecie nyskim, w gminie Głuchołazy. Historycznie leży na Dolnym Śląsku, na ziemi nyskiej. Położona jest na terenie Przedgórza Burgrabickiego, będącego częścią Przedgórza Paczkowskiego. Przepływa przez nią rzeka Biała Głuchołaska.
W 2011 wieś była zamieszkana przez 436 osób.

## Geografia

### Położenie
Wieś jest położona w południowo-zachodniej Polsce, w województwie opolskim, około 6 km od granicy z Czechami, na Przedgórzu Burgrabickim, tuż przy granicy gminy Głuchołazy z gminą Nysa. Należy do Euroregionu Pradziad. Przez granice administracyjne wsi przepływa rzeka Biała Głuchołaska. Leży na wysokości 250–252 m n.p.m.

### Środowisko naturalne
W Polskim Świętowie panuje klimat umiarkowany ciepły. Średnia temperatura roczna wynosi +8,1 °C. Duże zróżnicowanie dotyczy termicznych pór roku. Średnie roczne opady atmosferyczne w rejonie Polskiego Świętowa wynoszą 595 mm. Dominują wiatry zachodnie.

## Nazwa
W 1284 wieś wymieniona jako Swatow, następnie w 1322 jako Sveta Polonicalis. W alfabetycznym spisie miejscowości na terenie Śląska wydanym w 1830 roku we Wrocławiu przez Johanna Knie wieś występuje pod nazwą Polnisch Wette. Topograficzny opis Górnego Śląska z 1865 roku notuje wieś pod niemiecką nazwą Polnisch-Wette, a także wymienia wcześniejsze staropolskie i łacińskie nazwy miejscowości: „(1309 Swełonia polonical., 1731 Swełow polonica, 1731 Polonoswede)”.
Słownik geograficzny Królestwa Polskiego podaje polską historyczną nazwę Świetów oraz dwie niemieckie nazwy Polnisch Wette oraz Alt-Wette. Również niemiecki leksykon geograficzny Neumana wydany w 1905 roku notuje nazwę miejscowości jako Polnisch Wette.

## Historia
Miejscowość wymieniona została po raz pierwszy w dokumencie napisanym po łacinie w 1284. Wieś była prawdopodobnie lokowana na prawie polskim. W XVI wieku należała do Nysy. Kościół św. Jana Chrzciciela w Polskim Świętowie został wybudowany w końcu XIII wieku.
Około 1800 w Polskim Świętowie powstał klasycystyczny dwór.
W styczniu 1945 w miejscowości doszło do licznych mordów dokonanych przez niemieckich nazistów na ewakuowanych więźniów obozów koncentracyjnych. Na terenie wioski zamordowano 33 więźniów.
2 lipca 1945 w okolicy Polskiego Świętowa doszło do pierwszej katastrofy kolejowej w powojennej Polsce. Na pociąg przesiedleńców z Kresów Wschodnich jadących z Kędzierzyna-Koźla przez Prudnik do Nysy najechał pociąg towarowy jadący z Nysy. Istnieją hipotezy, iż był to sabotaż lub pomyłka żołnierzy sowieckich, którzy wówczas kierowali transportem kolejowym w Polsce.
W latach 1962-1972 wieś była siedzibą gromady Polski Świętów. W latach 1945–1950 Polski Świętów należał do województwa śląskiego, a od 1950 do województwa opolskiego.
W latach 1947–1974 proboszczem parafii Narodzenia św. Jana Chrzciciela w Polskim Świętowie był Stanisław Mazak, Sprawiedliwy wśród Narodów Świata.
Podczas powodzi tysiąclecia Biała Głuchołaska zalała 6 gospodarstw i podtopiła 10. Zniszczyła most i boisko sportowe.

## Zabytki

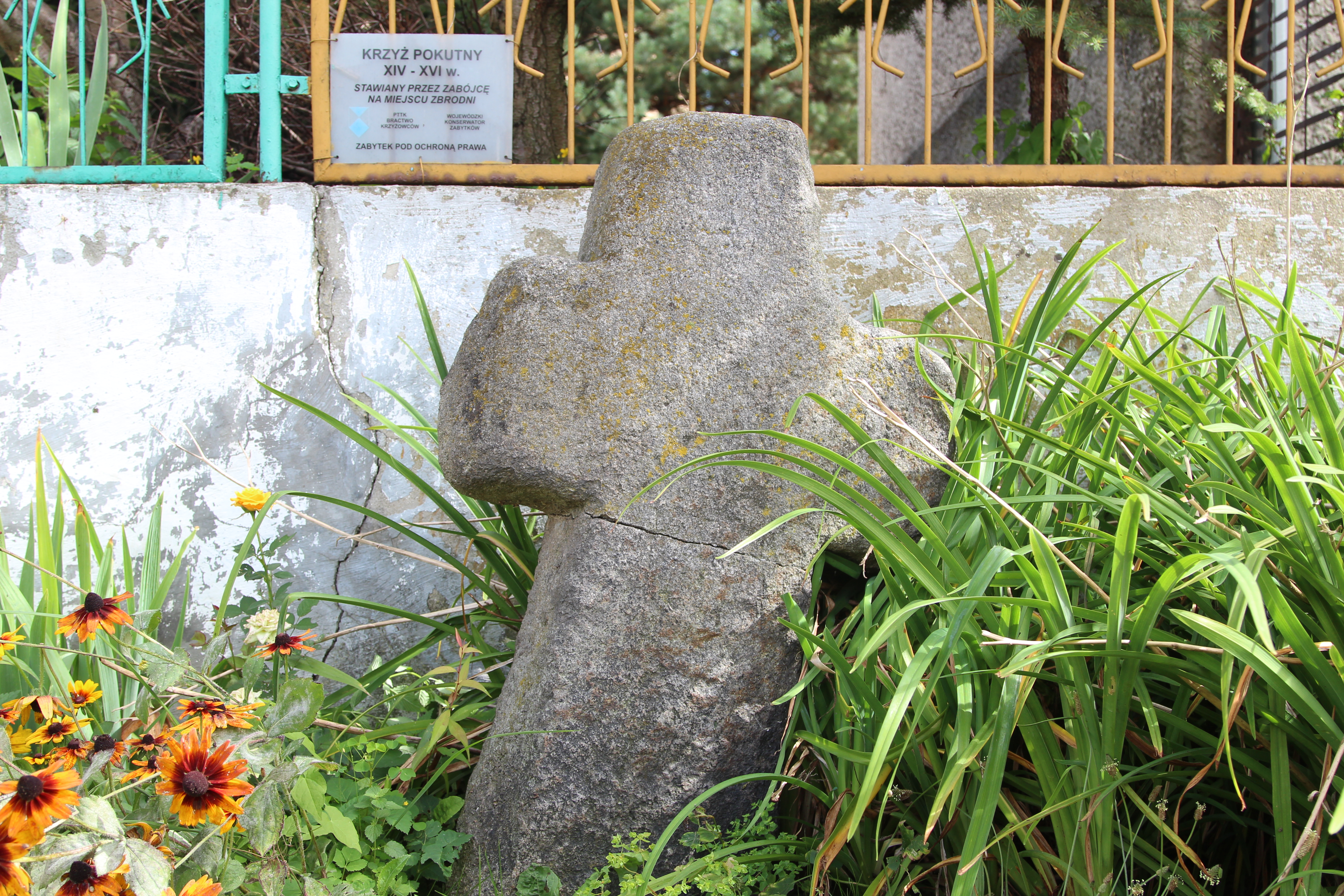
Krzyż pokutny w Polskim Świętowie

Do wojewódzkiego rejestru zabytków wpisane są:
- zbiorowa mogiła ofiar hitlerowskich, na cmentarzu rzymsko-katolickim,
- plebania, z XVIII/XIX w.
- dom nr 17, z XIX w.
- dwór, obecnie dom nr 76, z 1800 r., budynek zaraz po II wojnie światowej pełnił funkcje przedszkola, a następnie ośrodka zdrowia

inne zabytki:
- kościół pw. św. Jana Chrzciciela z XIV w.,

## Transport
Przez Polski Świętów przebiega droga wojewódzka:
- Nysa – Głuchołazy – granica z Czechami w Konradowie

## Ludzie urodzeni w Polskim Świętowie
- Max Schwobe(inne języki) (1874–1955), polityk